# 44-Meter-Klasse der DGzRS
Die 44-Meter-Klasse der DGzRS war eine Bauserie von drei großen Seenotkreuzern der Deutschen Gesellschaft zur Rettung Schiffbrüchiger (DGzRS). Gebaut auf der Schiffs- und Bootswerft Schweers in Bardenfleth wurden die Schiffe zwischen 1975 und 1978 eingeflottet und waren zu ihrer Zeit die größten Rettungseinheiten der Welt. Das letzte Schiff der Serie ging 2012 außer Dienst. Aufgrund ihrer Größe waren sie für umfangreiche Rettungseinsätze weitab vor den Küsten bzw. für eine permanente Seeposition vorgesehen. Wie alle Kreuzer der Gesellschaft führten sie ein Tochterboot (TB) in einer Heckwanne mit.

## Hintergrund
Zum Ende der 1960er Jahre hatte die DGzRS die wichtigsten Stationen an Nord- und Ostsee mit Neubauten ausgestattet und die älteren Motorrettungsboote abgelöst. Damit waren die deutschen Küstenbereiche zwischen Borkum und Sylt bzw. Flensburg und Travemünde für Rettungseinsätze gut abgedeckt. Es fehlte aber ein Konzept für die weiter entfernteren Seegebiete, denn die deutschen Hoheitsgewässer der ausschließlichen Wirtschaftszonen und damit der deutsche SAR-Anteil ragen bis zu 400 Kilometer weit in die Nordsee.
In diesem Bereich weitab vor den Küsten verlaufen die Tiefwasserwege für die immer größer und schneller gewordenen Schiffe, die auch mit gefährlichen Ladungen unterwegs sind. Die zunehmende Verkehrsdichte auch von Fähren und Schiffen der Seetouristik mit steigenden Fahrgastzahlen erzeugte neue Einsatzszenarien. Es galt neben den klassischen Seenotfällen Vorsorge zu treffen für mögliche Katastrophenfälle auf hoher See wie beispielsweise Feuer an Bord oder Übernahme einer Vielzahl von Passagieren. Um die Großschifffahrtswege zu sichern waren deshalb größere Rettungseinheiten erforderlich, um effektiv als schwimmende Rettungsstation zu dienen und im Unglücksfall Koordinations- und Führungsaufgaben zu übernehmen.

## Entwicklung
Die Konstruktion der schon in Dienst gestellten Seenotkreuzer der Heuss-Klasse und der Breusing-Klasse hatten ihre hohe Eignung für den Rettungsdienst bewiesen. Auch die kleinen Kreuzer der Schülke-Klasse, die vollständig aus Aluminium gebaut waren, hatten das gelungene Bauprinzip fortgesetzt und waren erfolgreich im Einsatz. Für die vorgesehenen Zwecke auf hoher See war zusätzlich die problemlose Zusammenarbeit mit Hubschraubern eine Forderung, denn die vorhandenen Kreuzer waren dazu nur bedingt geeignet. Die Aufbauten ließen nur wenig Freifläche an Deck für das ungehinderte Auf- und Abwinschen von Personen oder Material. Im Ergebnis wurde von der DGzRS beschlossen, dass die neuen Rettungseinheiten eine Länge von rund 40 Meter aufweisen sollten, um im Oberdeck eine allseits freie Arbeitsplattform für Hubschraubereinsätze anzuordnen. Bei der Länge würde der Aufbau ein größeres Raumangebot bieten und damit wäre im Rumpf ausreichend Platz zum Einbau von stärkeren Motoren in der bewährten 3-Maschinen-Anordnung vorhanden.
Mit dieser Vorgabe startete die DGzRS grundlegende und umfangreiche Modellversuche bei der Hamburgischen Schiffbau- und Versuchsanstalt, um die bewährte Rumpfgestaltung als Halbgleiter der Maierform an diese Länge anzupassen. Unter anderem wurde untersucht:
- die Auswirkung unterschiedlicher Verdrängungen des Schiffsrumpfs auf die Endgeschwindigkeit
- die Ausbildung von Kavitationserscheinungen, besonders bei dem Propeller des starken Mittelmotors
- der Einfluss verschiedener Ruderprofile auf Vibrationen des Schiffskörpers
- der Einfluss des Seegangs auf die Steuerfähigkeit besonders bei achterlichen Wellen

Die Versuche zeigten, dass eine 3-Ruder-Anlage die Anforderung für einen breiten Geschwindigkeitsbereich am besten erfüllte, um auch unter extremen Bedingungen Kursänderungen ohne Schwierigkeiten durchführen zu können. Eine hohe Stabilität des Schiffskörpers konnte für die untersuchten Seegangsbedingungen nachgewiesen werden. Auch gelang der Nachweis, dass die Schiffsform das harte Aufsetzen des Vorschiffs (Slamming) verhindern und das Wasser gut abweisen konnte.
Im Ergebnis wurden die Länge auf 44,2 Meter und die Breite auf rund acht Meter festgelegt. Mit einer endgültigen Verdrängung von 170 Tonnen betrug der maximale Tiefgang 2,58 Meter. Die Berechnungen zum Gesamtgewicht und der Schwerpunktlagen führten zur endgültigen Positionierung der gesamten Antriebsanlage, der weiteren Aggregate und aller Tanks im Schiffsrumpf.

## Konstruktion
Das doppelwandige Konstruktionsprinzip der Seenotkreuzer wurde beibehalten und weiterentwickelt, um die hohe Sinksicherheit und die Selbstaufrichtung zu gewährleisten. Zur Einsparung von Gewicht und für die Erreichung einer hohen Geschwindigkeit bestand der komplette Rumpf aus einer Schweißkonstruktion aus seewasserbeständigem Aluminium. Die Erfahrungen mit diesem Werkstoff an den zuletzt gebauten Kreuzern hatten bei angepasster Spantenanordnung die gute Eignung und hohe erreichbare Festigkeit gezeigt, die einem Stahlrumpf zumindest ebenbürtig war. Hochbeanspruchte Bauteile, die nicht aus Aluminium gefertigt werden konnten, wurden aus Chrom-Nickel-Stahl hergestellt. Insgesamt bestand der Rumpf aus 32 wasserdichten Abteilungen. Die Doppelwandigkeit war bis 1,2 Meter über die Wasserlinie geführt und beinhaltete die Tanks für Treibstoff, Wasservorrat und evtl. Ballast.
Dem Bauprinzip der Seenotkreuzer entsprechend war das Kreuzerheck hydraulisch abklappbar, damit das in einer Heckwanne mitgeführte Tochterboot schnell zu Wasser gelassen werden konnte. Das kleine 8,80 Meter lange Boot war nun ebenfalls als Selbstaufrichter konstruiert und hatte eine vollständig geschlossene Kajüte. Es diente später als Vorlage bei der Entwicklung der Seenotrettungsboote der 9-Meter-Klasse.

## Antriebsanlage
Die drei Antriebsmaschinen wurden von der MTU Friedrichshafen geliefert und waren schwingelastisch im Rumpf gelagert. Der Hauptmotor in der Mitte war ein 20-Zylinder-Aggregat MTU 20V538TB91 mit einer Maximalleistung von 4.500 PS und der Dauerleistung von 3.750 PS. Der angeflanschte Verstellpropeller von Escher-Wyss konnte in Segelstellung arretiert werden, wenn nur mit den Seitenmaschinen gefahren wurde. Dies verhinderte Verschleiß beim Mitdrehen unter Fahrtbedingungen.
Die beiden 1.350 PS starken 12-Zylinder-Seitenmaschinen vom Typ 12V331TC81 erreichten im Dauerbetrieb jeweils 1.125 PS und wirkten ebenfalls auf Escher-Wyss-Verstellpropeller. Diese Leistungsklasse hatte der Hauptmotor bei der 26-Meter-Klasse. Besonderheit waren die jeweils zwischengeschalteten Getriebe mit zwei Eingängen, deren zweiter Eingang von einem der beiden Hilfsmotoren angetrieben werden konnte. Bei dieser Antriebsvariante waren für Schleichfahrten und reduziertem Treibstoffverbrauch bis zu neun Knoten Geschwindigkeit möglich. Die beiden Hilfsdiesel OM355 von Mercedes-Benz waren auf eine Leistung von 150 PS eingestellt und konnten bei Bedarf auf 200 PS gesteigert werden. Im Normalfall trieben die Hilfsmotoren die Generatoren zur Versorgung der umfangreichen Bordausstattung mit Strom an, wobei ein Diesel auf Stand-by stand, um im Bedarfsfall jederzeit starten zu können.
Die Kühlung der Seitenmaschinen und der beiden Hilfsantriebe erfolgte über die Kühltaschen im Doppelrumpf. Der große Motor in der Mitte konnte bis Leistungsstufe 1.200 PS ebenfalls mit Außenhautkühlung gefahren werden, die zur Fahrt in flachen Gewässern oder zum Freifahren nach Auflaufen auf Grund notwendig ist. Das Starten der Hauptmaschine erfolgte durch Pressluft und die Seitenmaschinen wurden über Batterien hochgefahren.
Die gesamte Antriebsanlage mit den drei Rudern hinter den Verstellpropellern ergab hervorragende Manövriereigenschaften in allen Fahrzuständen und Geschwindigkeitsbereichen. Zur Erleichterung des An- und Ablegens standen ein bzw. zwei Bugstrahlruder zur Verfügung, die hydraulisch über die Hilfsdiesel angetrieben wurden. Während der Fahrt konnten die Strahlruderkanäle im Bug verschlossen werden. Die Steuerung aller Motoren, Getriebe und Verstellpropeller erfolgte pneumatisch und konnte wahlweise von den beiden Steuerständen aus erfolgen.
Mit der Gesamtleistung von maximal 7.200 PS konnte der Kreuzer eine Höchstgeschwindigkeit von 30 Knoten erreichen. Dabei reichte der Treibstoffvorrat von 20 Tonnen für eine Reichweite von 600 Seemeilen bzw. für 20 Stunden. Bei 15 Knoten waren Distanzen bis 2000 Seemeilen möglich, die durch die Verwendung von Reservetanks noch deutlich gesteigert werden konnten.

## Decksaufbau und Brücke

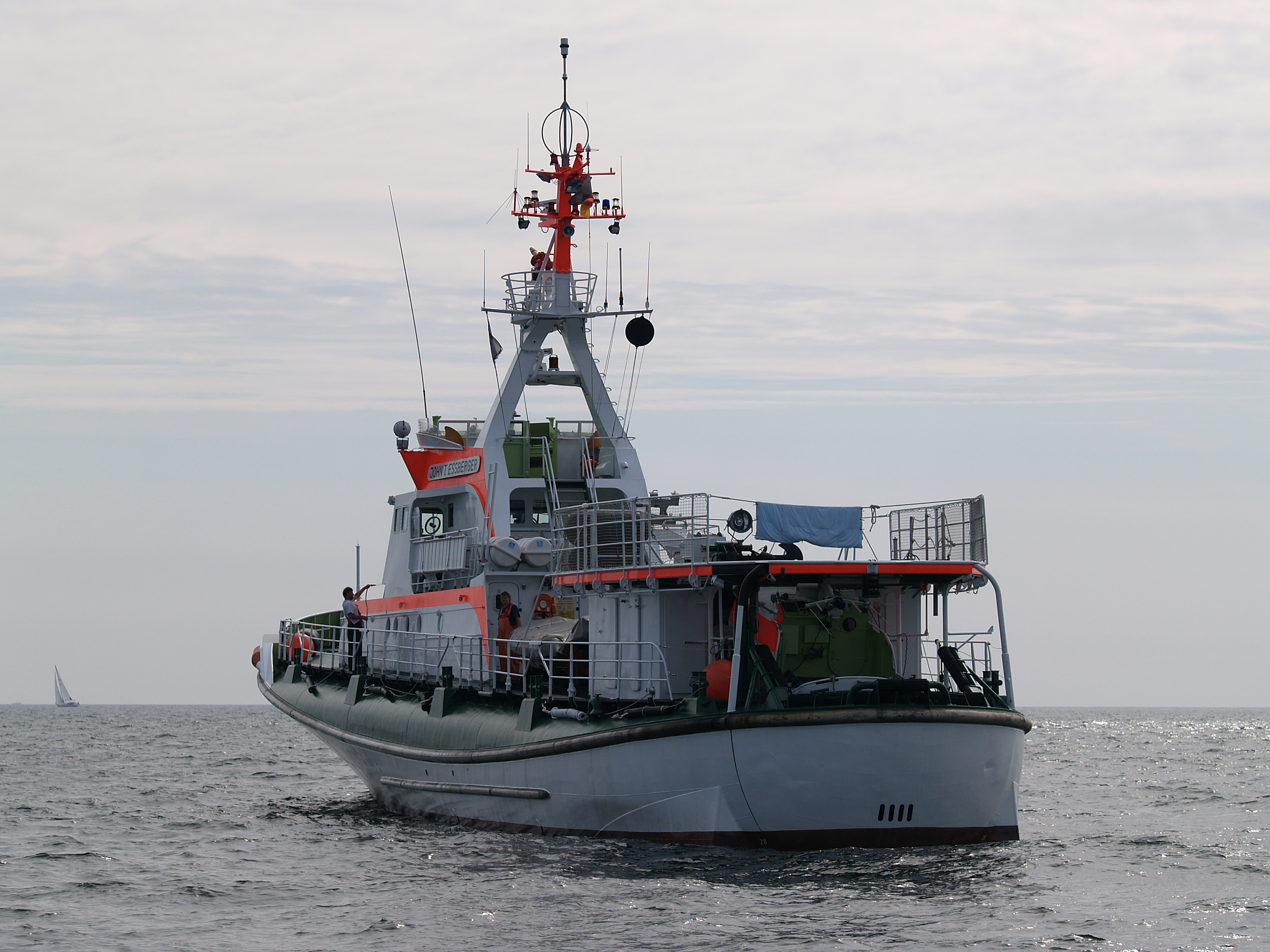
Hubschrauber-Arbeitsdeck mit Schlepphaken

Im Unterdeck waren alle Maschinen und Hilfsaggregate für Antrieb und Steuerung untergebracht, die von einem Maschinenkontrollraum überwacht werden konnten. Des Weiteren lagen dort der 2000-Liter-Schaummitteltank und die Einzelkammern der Besatzungsmitglieder. Innerhalb des Aufbaus war auf dem Hauptdeck das Bordhospital angeordnet. Es besaß vier Kojen und eine Unterkühlungsbadewanne. Für einen Notarzt stand eine umfangreiche medizinische Ausstattung bereit. Wie schon bei den Vorgängermodellen konnten EKG-Daten per Funk an Land gesendet werden. Ansonsten befanden sich auf dem Hauptdeck die Kombüse, ein Aufenthaltsraum, die Vormannkammer, die Klimazentrale und die Sanitäreinrichtungen.
Über dem Hauptdeck lag das vollständig geschlossene Brückendeck mit der Operationszentrale, die vom Aufenthaltsraum über eine Treppe direkt erreichbar war. Sie bestand aus:
- dem Steuerstand zur Bedienung und Überwachung der Maschinen und der Ruderanlage,
- dem Navigationsbereich mit Kartentisch und den Navigations- und Ortungsgeräten und
- dem Funkbereich mit vielseitiger Ausrüstung der aktuellen Funk- und Nachrichtentechnik.

Da die Kreuzer für längere Seeaufenthalte wie Liegen auf Seeposition vorgesehen waren, mussten sie mit einer besonders umfassenden Ausrüstung mit Nachrichten-, Ortungs- und Rettungsmitteln versehen werden. Ein neuartiges Situationsradar erlaubte die unmittelbare Beobachtung der Umgebung auf einem Sichtgerät am Brückenpult. Für aeronautische Rettungseinsätze auf See gab es an Bord Sende- und Empfangsanlagen für den militärischen und zivilen Luftverkehr. Ansonsten waren die zu der Zeit aktuellen Geräte zur Kommunikation und Navigation (z. B. DECCA) verfügbar. Bei unklaren Positionsangaben konnte über Funkpeilung die Richtung von Notrufen festgestellt werden. So war die Besatzung in der Lage, zu allen möglichen Objekten und Einsatzkräften an Land, zur See und in der Luft Sprechverbindungen aufzubauen. Alle wichtigen Geräte waren auch auf dem Tochterboot vorhanden wie z. B. Radar, Kartenplotter, Echolot, GPS und die Funkanlage.
Wie die Vorgängermodelle hatten die drei neuen Kreuzer noch einen offenen Steuerstand über dem Brückendeck, der freie Sicht nach allen Seiten hin bot. Die wasserdichten Tochtergeräte der wichtigsten Bedien- und Überwachungseinrichtungen waren dort vorhanden, damit das Schiff in gleicher Weise wie vom Hauptfahrstand aus gefahren werden konnte. Für lange Anfahrten konnte auch eine Selbststeueranlage verwendet werden. Zwei starke Suchscheinwerfer an den Seiten erlaubten die direkte Ausleuchtung bei nächtlichen Sucheinsätzen, die durch einen großen Scheinwerfer im Mast ergänzt wurden.

## Ausrüstung für Hilfeleistungen

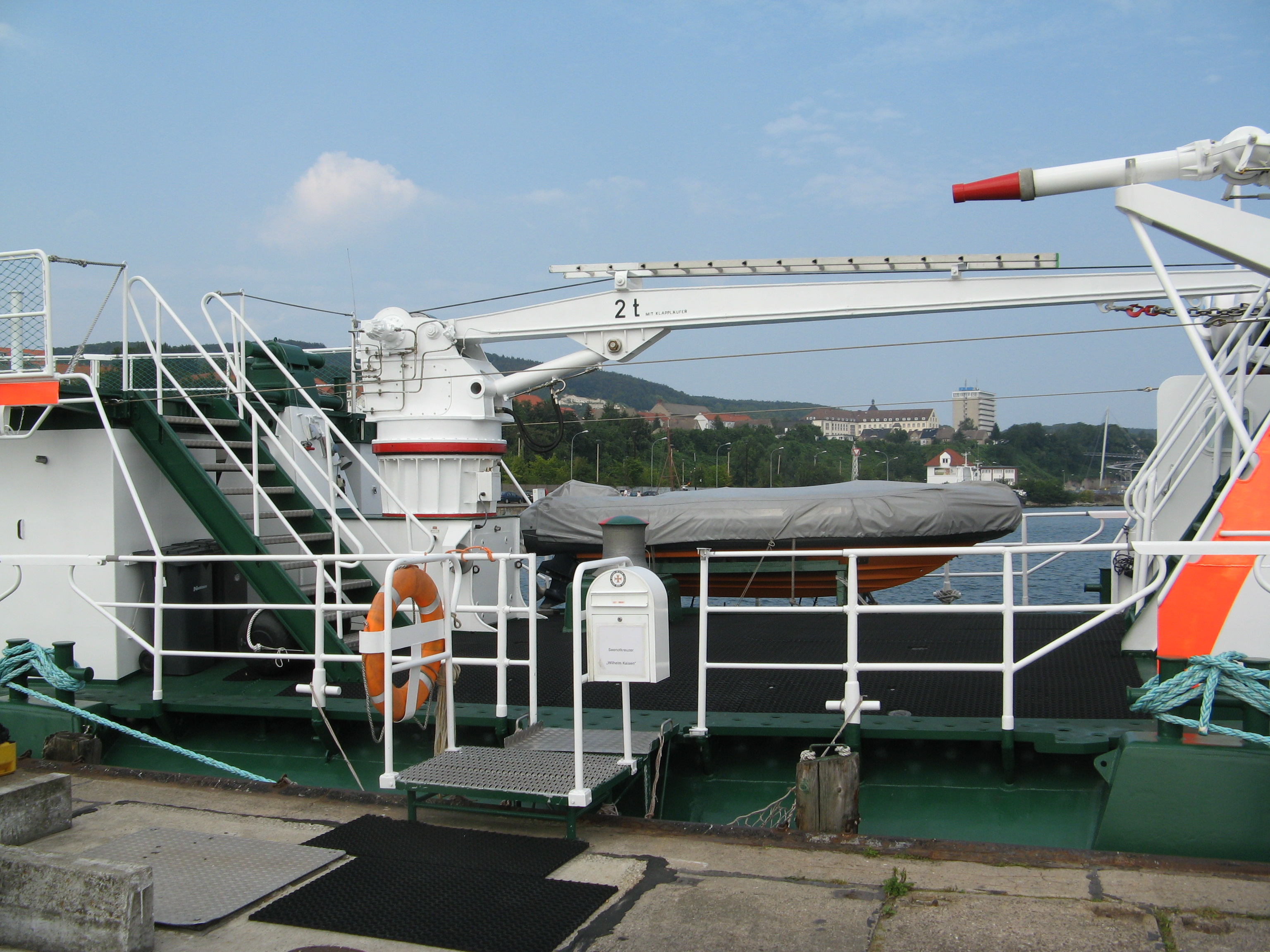
SAR-Deck mit Kran und Schlauchboot

Weithin sichtbares Kennzeichen der neuen Kreuzer war das Hubschrauber-Arbeitsdeck im Heckbereich. Nach seitlichem Abklappen des Sicherungsgeländers war es für das Auf- und Abwinschen von Personen und Material eine allseitig freie Arbeitsbühne. Darunter lag in der Heckwanne das Tochterboot. Zusätzlich war auch eine Rettungsinsel für acht Personen an Bord.
Für Schleppeinsätze waren die Kreuzer mit einem Schlepphaken ausgerüstet, der für 30 Tonnen Zuglast ausgelegt war. Er war vor dem Helideck an einer Schleppsäule angebracht, die gleichzeitig den Unterbau für den 2-t-Deckskran bildete. Die Bedienung des Krans erfolgte schon durch ein mobiles Bedientableau, um auch von der Reling aus die Arbeit zu steuern. Mit dem Kran konnte auch das auf dem SAR-Deck gelagerte Festrumpfschlauchboot abgesetzt und eingeholt werden.
Alle drei Kreuzer hatten eine Grundausrüstung zur Bekämpfung von Schiffsbränden eingebaut. Zwei Pumpen mit einer Gesamtleistung von 580 m³/Stunde versorgten den Löschmonitor in der Mastspitze, der von einem Mastkorb aus bedient werden konnte. Gleichzeitig waren die Pumpen in der Lage, weitere C-Schläuche zu versorgen. Die Wilhelm Kaisen hatte eine zusätzliche Pumpe eingebaut, die für einen Durchsatz von 1.200 m³/Stunde oder 20 Liter pro Sekunde ausgelegt war. Der Monitor auf dem Vorschiff konnte dadurch das Wasser bis zu 170 Meter weit werfen. Er wurde im Rahmen des letzten Umbaus hinter den Aufbau verlegt.
Zum Eigenschutz konnte beidseits ein Wasservorhang ausgebracht werden, um das Schiff und die Besatzung vor der Strahlungshitze bei Bränden zu schützen. Zur Bekämpfung von Feuer an Bord standen entsprechende Handlöschgeräte sowie Hydranten zur Verfügung. Brände im Motorenraum konnten durch Flutung mit Halongas erstickt werden.
Eine Fremdlenzanlage mit zwei Pumpen leistete rund 150 m³/Stunde.
Für die Besatzung standen zwei Atemschutzgeräte mit Kompressor zur Verfügung. Auch eine Taucherausrüstung war vorhanden.

## Die Kreuzer
Für einen Stückpreis von rund sieben Millionen Mark baute die Schweers-Werft in Bardenfleth alle drei Kreuzer der Essberger-Klasse, die ab Mitte der 1970er Jahre eingeflottet wurden. Gemäß Einsatzkonzept erfolgte die Stationierung für Seepositionen in Nord- und Ostsee, um im Einsatzfall möglichst wenig Zeit zu verlieren. Nur zum Auswechseln der 6-köpfigen Stammbesatzung und zum Bunkern liefen die Großkreuzer ihre Versorgungshäfen an. Aufgrund ihrer Größe waren sie in der Lage, mehr als 300 Personen an Bord zu nehmen, ohne den Schiffsbetrieb zu beeinträchtigen. Zur Verlängerung ihrer Einsatzzeit wurden im Jahr 2000 die JOHN T. ESSBERGER und die WILHELM KAISEN umgebaut. Dabei erhielten beide Rümpfe auch eine Modifizierung im Heck zur Deltaform.

### John T.Essberger
Als erstes Schiff der Bauserie wurde die JOHN T. ESSBERGER am 26. April 1975 in Bardenfleth auf den Namen eines Reeders und Förderers der DGzRS getauft. Das Tochterboot erhielt den Vornamen von Essbergers Ehefrau Elsa. Der neue Kreuzer löste die HAMBURG in Burgstaaken ab und nahm nun von der neu eingerichteten Seenotrettungsstation Fehmarn/Großenbrode aus die Einsätze auf der Ostsee auf. Seit seiner Außerdienststellung 2011 ist der Kreuzer im Technik-Museum Speyer ausgestellt.

### Hermann Ritter
Am 12. Januar 1977 wurde der zweite Neubau auf den Namen des Unternehmers und Senators Hermann Ritter aus Bremen getauft. Das Tochterboot erhielt den Vornamen von Ritters Ehefrau Wanda. Als Ablösung für die ADOLPH BERMPOHL nahm der neue Kreuzer seinen Dienst für die Station Helgoland auf. Im November 1988 erfolgte schon die Außerdienststellung und der Verkauf nach China. 2007 wurde der Kreuzer abgewrackt.

### Wilhelm Kaisen
Der langjährige Bürgermeister Wilhelm Kaisen der Stadt Bremen war Namensgeber des letzten Kreuzers der Serie, der am 6. April 1978 getauft wurde. Für das Tochterboot wurde der Name seiner Ehefrau Helene gewählt. Das neue Boot wurde zunächst der HERMANN RITTER auf Helgoland zur Seite gestellt und verblieb dort nach deren Abgang. Nach Stationierung der HERMANN MARWEDE auf Helgoland erfolgte 2003 die Verlegung der WILHELM KAISEN zur Seenotrettungsstation Sassnitz auf Rügen. Nach ihrer Ausmusterung 2012 wurde das Schiff verkauft und 2017 verschrottet.

## Tabelle der Stationierungen
| Bau-Nr. – Name Rufzeichen          | Tochterboot        | Rettungs- stationen                    | Stationierungen von - bis       | Bild | Baudaten Jahr/Werft/Bau Nr. | Taufe                          | Bemerkung - Verbleib                                |
| ---------------------------------- | ------------------ | -------------------------------------- | ------------------------------- | ---- | --------------------------- | ------------------------------ | --------------------------------------------------- |
| KRS 09 JOHN T. ESSBERGER Ruf: DBAI | KRT 09 ELSA Ruf:   | Grossenbrode + Seeposition vor Fehmarn | 07/1975→05/2011                 |      | Bj. 1975 Schweers Nr. 6426  | 26. April 1975 in Bardenfleth  | → Speyer Technik Museum Museumskreuzer              |
| KRS 10 HERMANN RITTER Ruf: DBAJ    | KRT 10 WANDA Ruf:  | Helgoland + Seeposition Deutsche Bucht | 06/1977→11/1988                 |      | Bj. 1977 Schweers Nr. 6428  | 12. Januar 1977 in Bardenfleth | → China Seeschifffahrtsverwaltung 2007 verschrottet |
| KRS 11 WILHELM KAISEN Ruf: DBAK    | KRT 11 HELENE Ruf: | Helgoland Sassnitz                     | 07/1978→03/2003 03/2003→05/2012 |      | Bj. 1978 Schweers Nr. 6430  | 6. April 1978 in Bardenfleth   | → Togo 2017 verschrottet                            |